# MP 18
Samopal MP 18 byl považován za pravzor moderních samopalů. Poprvé byl použit německou armádou už koncem první světové války roku 1918. Mírně modifikovaná verze MP 28 byla používána německou armádou, policií a vojsky SS ještě v průběhu druhé světové války.
V průběhu zákopových bojů první světové války vyvstala potřeba nového typu lehké automatické zbraně pro boj zblízka. Opakovací pušky nevyhovovaly pro nízkou rychlost střelby a přílišnou délku. Používané kulomety byly zase příliš těžké a nepohyblivé. V Německu byl zadán vývoj firmě Theodor Bergmann vlastnící zbrojní dílny v Suhlu. Firemní konstruktér Hugo Schmeisser vytvořil novou zbraň považovanou za první skutečně moderní samopal. Zbraň obdržela název Maschinenpistole (automatická zbraň, doslovný překlad: strojní pistole) a číselné označení podle roku zavedení – MP 18/I.
Ačkoli výroba MP 18 skončila ve dvacátých letech minulého století, jeho konstrukce tvořila základ většiny samopalů vyrobených v letech 1920 až 1960.

## Historie
Samopal MP 18/I byl patentován v prosinci 1917 a jako pokusná zbraň přijat do výzbroje speciálních útočných oddílů v létě 1918. Část samopalů MP 18/I se dočkala nasazení v rámci německé armády ještě na sklonku první světové války v listopadu 1918. Touto zbraní mělo být vyzbrojeno po šesti mužích z každé pěší roty. Obsluhu zbraně tvořili dva vojáci, z nichž jeden měl funkci střelce a druhý, který byl vyzbrojen obvyklou puškou Mauser M 98, plnil roli nabíječe a nosiče munice. Nesená zásoba střeliva tvořila 2384 ks nábojů. Dohromady nesli oba vojáci 12 bubnových zásobníků a 125 balíčků po 16 nábojích. Celý zásobník bylo možno vystřílet za 3,5 s.
Armáda objednala celkem 50 000 ks, ale do konce války stačila odebrat pouze asi 10 000 z nich. Výroba probíhala i po porážce Německa nejméně do roku 1920. V rámci poválečných podmínek měla německá armáda zakázáno vlastnit samopaly, proto byla část zbraní předána policii a část tajně uložena ve skladech.
Samopal MP 28/I byl ještě v průběhu druhé světové války používán německou policií, vojsky SS, armádou i výsadkáři. V porovnání se samopalem MP40 vyniká tato zbraň pečlivostí zpracování. Většina dílů je kvalitně třískově obráběna a černěna. Pažba je vyrobena z ořechového dřeva. To vše se ovšem projevilo také na ceně samopalu. Cena jednoho MP 18 je dvojnásobná oproti standardní opakovačce Kar 98k.

## Konstrukce
Samopal MP 18/I. má dřevěnou pažbu s hlavištěm. Pouzdro závěru je tvořeno ocelovou bezešvou trubkou, do jejíž přední části je pomocí závitu uchycena hlaveň. Část pouzdra závěru obepínající hlaveň je opatřena kulatými otvory pro lepší chlazení. Zadní část pouzdra závěru slouží k vedení neuzamčeného závěru. Na pouzdro závěru je nasunuta objímka se šachtou pro zásobník. Spoušťové ústrojí umožňuje pouze střelbu dávkou. Jako pojistka slouží výřez v pouzdře závěru, do něhož se zachytí napínací páka závěru. Překlápěcí hledí pro střelbu na vzdálenosti do 100 m a 200 m.
Použitý bubnový zásobník na 32 nábojů byl původně určen pro dlouhý model pistole Luger P.08. Vzhledem k poměrně vysoké kadenci samopalu však někdy docházelo k poruchám, proto ještě v průběhu války byl zkonstruován nový typ rovného zásobníku na 20 nebo 32 nábojů. Na zbrani byl změněn pouze tvar šachty zásobníku.

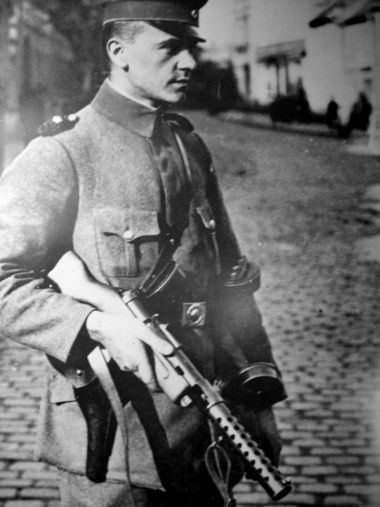
Příslušník německé policie se samopalem MP 18 (1919)
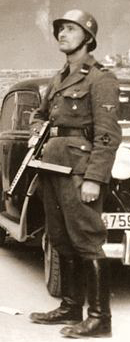
Příslušník SS Josef Blösche s MP 18 během potírání povstání ve varšavském ghettu (1943)
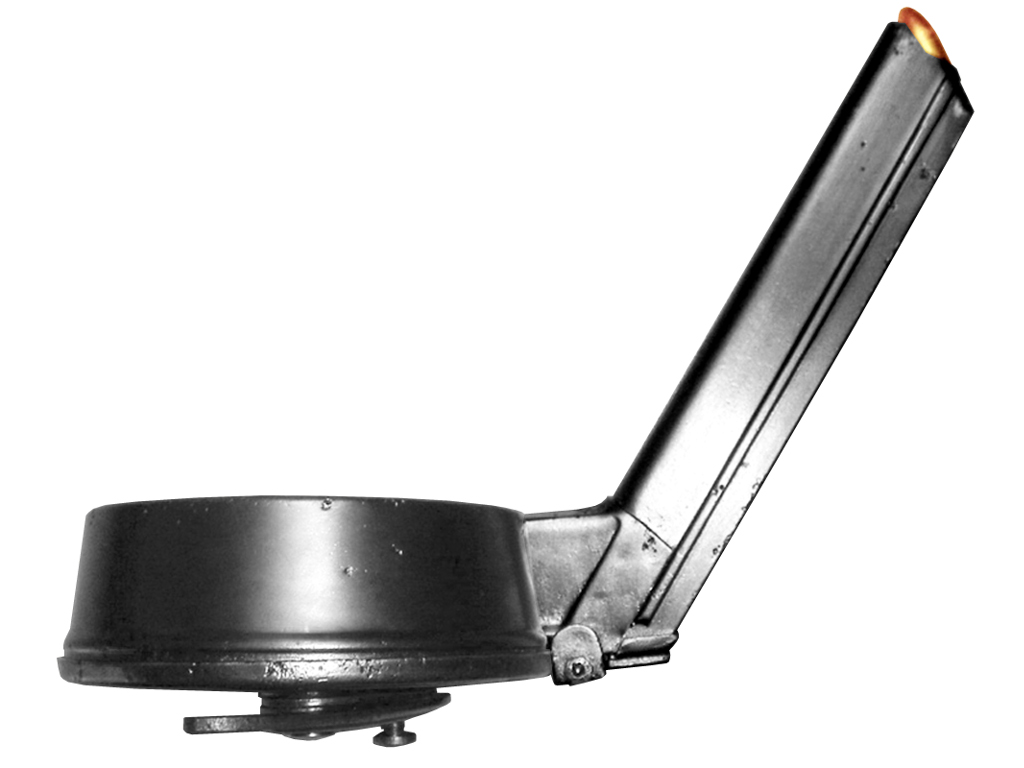
Bubnový zásobník na 32 nábojů
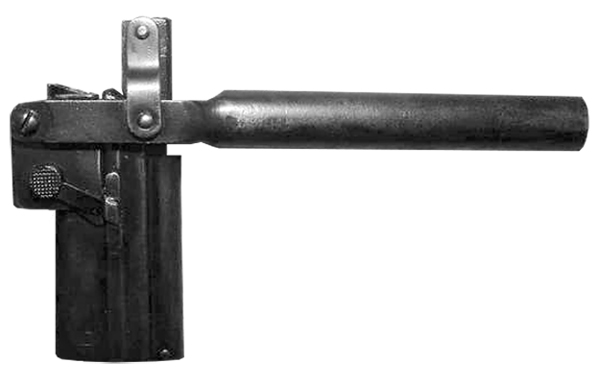
Nabíječ pro zásobník  TM 08
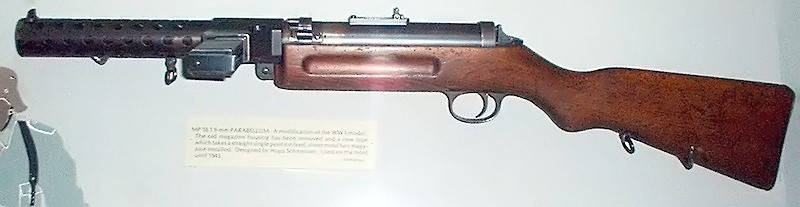
MP 18 s rovným schránkovým zásobníkem
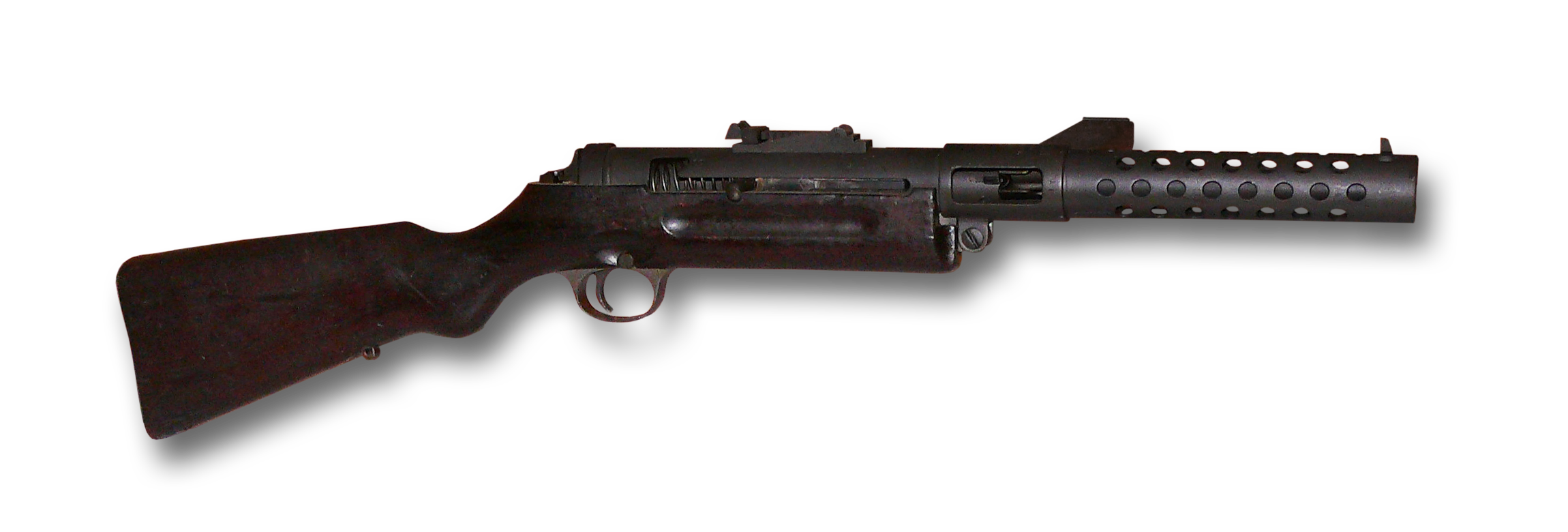
MP 28 v pevnosti Jo'av (Operace Jo'av)

## MP 28/II.
V polovině dvacátých let byl samopal vylepšen. Nová modifikace se liší použitím přeřaďovače způsobu palby (možnost střelby jednotlivými ranami i dávkou), vylepšeným úderníkem, tvarem hledí, vytahovačem a dalšími drobnými maličkostmi. Zbraň byla vyráběna od roku 1928, oficiálně pro německou policii a tajně pro Reichswehr jako MP 28/II. Produkce pokračovala až do začátku druhé světové války, ještě roku 1940 bylo vyrobeno 1150 ks.
Zbraň byla v meziválečném období kopírována a vyráběna například v Belgii (Mitraillette 34), Estonsku (Arsenal Tallinn 1923), Švýcarsku (Brevet Bergmann) a Velké Británii (Lanchester Mk.I). Exportována byla například do Holandska, Portugalska, Španělska, Číny, Japonska a Jižní Ameriky. Ve Španělsku byl použit při bojích občanské války v letech 1936 - 1939. Značného rozšíření dosáhl v jihoamerických zemích, pro něž byl vyráběn ve variantách pro různé náboje (7,63 mm Mauser, 7,65 mm Parabellum, 9 mm Bayard nebo .45 ACP).